# Häbberstjärnen (Arvidsjaurs socken, Lappland, 729900-166490)
Häbberstjärnen är en sjö i Arvidsjaurs kommun i Lappland och ingår i Åbyälvens huvudavrinningsområde. Häbberstjärnen ligger i Åbyälven Natura 2000-område.